# Microscena doddi
Microscena doddi är en fjärilsart som beskrevs av Burns 1948. Microscena doddi ingår i släktet Microscena och familjen juvelvingar. Inga underarter finns listade i Catalogue of Life.